# マルコム・ブラウン
マルコム・ブラウン（英語: Malcolm Wilde Browne、1931年4月17日 - 2012年8月27日）は、アメリカのジャーナリスト、写真家。1963年にベトナムの僧ティック・クアン・ドックの焼身自殺を撮影した写真で世界報道写真大賞を受賞し、翌1964年ピューリッツァー賞を受賞した。

## 生い立ち
1931年、ニューヨークに生まれ育つ。母親は戦争に強く反対するクェーカー教徒で、父親はカトリックの建築家であった。ブラウンは、幼稚園から高校3年（12年生）までマンハッタンにあるクェーカーの神学校"フレンズ・セミナリー（Friends Seminary）"に通い、卒業後はペンシルバニアにあるクェーカーの大学で化学を専攻した。

## キャリア
朝鮮戦争に徴兵され、スターズ・アンド・ストライプス（星条旗新聞）で2年間働いたことから、ブラウンのジャーナリストとしてのキャリアが始まった。その後、ニューヨーク州オレンジ郡ミドルタウンのタイムズ・ヘラルド＝レコード社勤務を経て、1959年から1961年までボルチモアのAP通信社で働き、後にAP通信インドシナ支局長の職にも就いた。ピューリッツァー賞受賞後は仕事の依頼を数多く受けるようになり、1965年にAP通信を退社した。
AP通信を退社した後、ブラウンはABCテレビで一年ほど働いたが、テレビのジャーナリズムに満足できなくなり、数年の間フリーランスのジャーナリストとなる。一方で、コロンビア大学の国際関係評議会の研究員をしばらくの間務めた。1968年、ブラウンはニューヨーク・タイムズ社に入社し、1972年には南アメリカ特派員となっている。ジャーナリストになる前化学を専攻していたブラウンは、1977年科学ジャーナリストとして米科学誌ディスカバーの編集主任を務めた。その後、1985年に古巣のタイムズ・ヘラルド＝レコード社に戻り、1991年には湾岸戦争報道を担当した。
2012年8月27日、ニューハンプシャー州の病院で死去。81歳没。

## 受賞
- 世界報道写真大賞（1963年）
- ピューリッツァー賞国際報道部門（1964年）
- ジョージ・ポルク賞 for courage in journalism[5]
- 海外記者クラブ賞（Overseas Press Club Award）
- アメリカ化学会ジェイムズ・T・グラディー＝ジェイムズ・H・スタック賞（James T. Grady-James H. Stack Award for Interpreting Chemistry for the Public）（1992年）
- シグマ・クシー（Sigma Xi）名誉会員（2002年）[6]

## 著作
- Browne, Malcolm W. Muddy Boots and Red Socks, Random House: New York, 1993, ISBN 0-8129-6352-0（自伝）[1]
- Saigon's Finale (article on U.S. military defeat in Vietnam)
- The New Face of War (Bobbs-Merrill,Indianapolis, 1965) ISBN 0-553-25894-X.  - ベトナム戦争の戦術について